# گتیکا (کتاب تاریخی)
گتیکا (انگلیسی: Getica) نوشته شده به لاتین پسین توسط ژوردانس در سال ۵۵۱ پس از میلاد یا اندکی پس از میلاد، ادعا می‌کند که خلاصه‌ای از گزارش حجیم کاسیودوروس از منشأ و تاریخچه مردم گوت‌ها است، که اکنون گم شده‌است. با این حال، میزان استفاده ژوردانس از آثار کاسیودوروس مشخص نیست. این منبع به عنوان تنها منبع معاصر باقی‌مانده که شرح گسترده‌ای از منشأ و تاریخ گوت‌ها ارائه می‌کند، قابل توجه است، اگرچه اینکه تا چه حد باید آن را تاریخ یا اسطوره‌شناسی مبدأ در نظر گرفت، محل بحث است.